# Мантиест павиан
Мантиестия павиан (Papio hamadryas) или наричан още хамадриада е вид примат от семейството на Коткоподобните маймуни. Това е и вида павиан с най-северно разпространение, обитаващ Сомалийския полуостров и югозападните части на Арабския полуостров. Тези региони осигуряват значително преимущество за оцеляване поради практическата липса на естествени неприятели, докато останалите представители на рода, срещащи се в Централна и Южна Африка са изложени на по-масивен естествен отбор в борбата за оцеляване. Мантиестия павиан е свещено животно в Древния Египет.

## Физически характеристики
Мъжките мантиести павиани са с размери до 80 cm на дължина и достигат на тегло между 20 и 30 kg . Женските индивиди са значително по-малки на размери — до 40 – 45 cm и достигат на тегло между 10 и 15 kg . Опашката е дълга между 40 и 60 cm и завършва с малък кичур. Малките са с по-тъмно оцветяване, което избледнява при напредване във възрастта.
Освен големите различия в размерите между половете, полов диморфизъм се наблюдава и при окраската на тялото. Козината на мъжките е сребристобяла, докато женските са с кафеникав оттенък. Мъжките притежават и буйна грива (или мантия), докато при женските екземпляри грива практически отстъства. Лицето на мантиестите павиани е с различен цвят — от червено, до жълтокафяво или тъмнокафяво.

## Разпространение
Областта на разпространение на мантиестия павиан се простира в териториите около Червено море в Еритрея, Етиопия и Сомалия, както и в югозападните части на Арабския полуостров в страните Йемен и Саудитска Арабия.